# Oedudes bifasciatus
Oedudes bifasciatus là một loài bọ cánh cứng trong họ Cerambycidae.